# Дзвінкий губно-губний фрикативний
Дзвінкий губно-губний фрикативний — приголосний звук, що існує в деяких мовах. У Міжнародному фонетичному алфавіті записується як ⟨β⟩ (грецькою літерою «β»). В українській мові цей звук передається на письмі літерою б або в.

## Назва
- Дзвінкий білабіальний фрикатив (англ. voiced bilabial fricative)
- Дзвінкий білабіальний фрикативний
- Дзвінкий губно-губний фрикатив
- Дзвінкий губно-губний фрикативний

## Властивості
Властивості губно-губного фрикативного:
- Тип фонації — дзвінка, тобто голосові зв'язки вібрують від час вимови.
- Спосіб творення — фрикативний, тобто один артикулятор наближається до іншого, утворюючи вузьку щілину, що спричиняє турбулентність.
- Місце творення — губно-губне, тобто він артикулюється обома губами.
- Це ротовий приголосний, тобто повітря виходить крізь рот.
- Це центральний приголосний, тобто повітря проходить над центральною частиною язика, а не по боках.
- Механізм передачі повітря — егресивний легеневий, тобто під час артикуляції повітря виштовхується крізь голосовий тракт з легенів, а не з гортані, чи з рота.

## Приклади
| Мова          | Слово           | МФА        | Значення | Примітки                                                             |
| ------------- | --------------- | ---------- | -------- | -------------------------------------------------------------------- |
| амхарська     | አበባ             | [aβ̞əβ̞a]    | квітка   | Алофон /b/ між голосними.                                            |
| баскська      | alaba           | [alaβ̞a]    | дочка    | Алофон /b/                                                           |
| еве           | Eʋe             | [ɛβɛ]      | мова еве | Опозиція [v] і [w].                                                  |
| іспанська     | lava            | [ˈläβ̞ä]    | лава     | Алофон /b/. Див. іспанська фонетика                                  |
| кабільська    | bri             | [βri]      | різати   |                                                                      |
| каталанська   | rebost          | [rəˈβ̞ɔst]  | драбина  | Алофон /b/. Див. каталанська фонетика                                |
| португальська | sábado          | [ˈsaβɐðu]  | субота   | Алофон /b/. Див. португальська фонетика                              |
| руандійська   | abana           | [aβana]    | діти     |                                                                      |
| турецька      | vücut           | [βy̠ˈd͡ʒut̪]  | тіло     | Алофон /v/ перед огубленими голосними. Див. турецька фонетика        |
| туркменська   | watan           | [βatan]    | країна   |                                                                      |
| шведська      | aber            | [ˈɑːβ̞eɾ]   | проблема | Алофон /b/ у розмовній мові. Див. шведська фонетика                  |
| японська      | 神戸市/kōbe-shi | [ko̞ːβ̞e̞ ɕi] | Кобе     | Алофон /b/ між голосними в швидкому мовленні. Див. японська фонетика |